# Château de la Villeneuve (Lanmodez)
Pour les articles homonymes, voir Château de la Villeneuve (Pontivy) et Château de la Villeneuve.
Le château de la Villeneuve est un édifice situé à Lanmodez, en France.

## Localisation
Le château est situé sur le territoire de la commune de Lanmodez, dans le département  des Côtes-d'Armor, dans la région Bretagne.

## Historique
Le château est inscrit à l'inventaire général du patrimoine culturel.